# Antonio Brivio
Antonio Brivio, Marquis Sforza surnommé « Tonino » et communément appelé Antonio Brivio, né le 27 décembre 1905 à Biella et mort en février 1995 est un pilote automobile italien, membre de la Fédération internationale de l'automobile.
Il participe activement, dès 1949, à l'élaboration du championnat du monde des constructeurs en Formule 1 qui ne verra le jour qu'en 1958.
Il participe également aux épreuves de bobsleigh aux Jeux olympiques d'hiver de 1936, à Garmisch-Partenkirchen.

## Biographie
Antonio Brivio naît à Biella le 27 décembre 1905. Issu de la famille Sforza, active dans la vie politique de la région de Milan aux XVe et XVIe siècles, il reçoit le titre de noblesse de Marquis.
Il fait ses débuts en compétition en 1927, court dès l'année suivante avec Talbot-Darracq puis rejoint la Scuderia Materassi, fondée par Emilio Materassi qui se tue à la fin de l'année lors du Grand Prix d'Italie.
À l'horizon 1932, il intègre l'écurie Alfa Romeo et s'impose aux 24 Heures de Spa avec Eugenio Siena. Antonio Brivio confirme ses capacités dans les courses d'endurance en s'imposant, dès l'année suivante, à la Targa Florio, mais aussi dans des courses plus courte comme le Grand Prix de Suède.
Brivio quitte Alfa Romeo et tente sa chance chez Bugatti et, après le début de saison 1934, rejoint à l'automne la Scuderia Ferrari, réalise ses meilleurs résultats dans les courses d'endurance, en particulier à la Targa Florio, qu'il remporte une seconde fois, en 1935 (il remporte aussi le Grand Prix de Cosenza 1935) et aux Mille Miglia en 1936. Cette même année, il décline une proposition d'intégrer l'écurie Auto Union, préférant rester chez Ferrari.
Il participe aussi aux épreuves de bobsleigh aux Jeux olympiques d'hiver, à Garmisch-Partenkirchen avec l'équipe Italie I, il termine douzième de l'épreuve à deux et dixième de l'épreuve à quatre. Il reste chez Ferrari jusqu'en 1937, date à laquelle il se marie et se retire de la compétition, sous les sarcasmes d'Enzo Ferrari.
Après la Seconde Guerre mondiale, Antonio Brivio reprend des fonctions dans le sport automobile et intègre la Fédération internationale de l'automobile dès 1948. Il formule l'année suivante la première proposition d'organiser un championnat du monde des constructeurs en Formule 1, lequel ne voit le jour qu'en 1958. Antonio Brivio meurt en février 1995.

## Résultats en Championnat d'Europe des pilotes
| Saison | Écurie           | Constructeur | Châssis      | Moteur                       | GP disputés | Victoires | Pole positions | Meilleurs tours | Points inscrits | Classement  |
| ------ | ---------------- | ------------ | ------------ | ---------------------------- | ----------- | --------- | -------------- | --------------- | --------------- | ----------- |
| 1932   | Scuderia Ferrari | Alfa Romeo   | Monza        | Alfa Romeo L8                | 1           | 0         | 0              | 0               | 21              | Nc          |
| 1935   | Scuderia Ferrari | Alfa Romeo   | P3           | Alfa Romeo L8                | 2           | 0         | 0              | 0               | 50              | 19e ex æquo |
| 1936   | Scuderia Ferrari | Alfa Romeo   | 8C-35 12C-36 | Alfa Romeo L8 Alfa Romeo V12 | 2           | 0         | 0              | 0               | 23              | 7e ex æquo  |
| 1937   | Scuderia Ferrari | Alfa Romeo   | 12C-36       | Alfa Romeo V12               | 1           | 0         | 0              | 0               | 39              | 33e ex æquo |

| Saison | Écurie           | Constructeur | Châssis | Moteur               | Course    | Course | Course     | Course     | Course | Course | Course | Classement  | Points inscrits |
| Saison | Écurie           | Constructeur | Châssis | Moteur               | 1         | 2      | 3          | 4          | 5      | 6      | 7      | Classement  | Points inscrits |
| --- | ---------------- | ------------ | ------- | -------------------- | --------- | ------ | ---------- | ---------- | ------ | ------ | ------ | ----------- | --------------- |
| 1932 | Scuderia Ferrari | Alfa Romeo   | Monza   | Alfa Romeo 2,3 l L8  | ITA Np[*] | FRA Np | ALL Np     |            |        |        |        | Nc          | 21              |
| 1935 | Scuderia Ferrari | Alfa Romeo   | P3      | Alfa Romeo 2,9 l L8  | MON 3e    | FRA Np | BEL Np     |            |        |        |        | 19e ex æquo | 50              |
| 1935 | Scuderia Ferrari | Alfa Romeo   | P3      | Alfa Romeo 3,2 l L8  |           |        |            | ALL Abd[A] | SUI Np | ITA Np | ESP Np | 19e ex æquo | 50              |
| 1936 | Scuderia Ferrari | Alfa Romeo   | 8C-35   | Alfa Romeo 3,8 l L8  | MON 5e[*] |        |            |            |        |        |        | 7e ex æquo  | 23              |
| 1936 | Scuderia Ferrari | Alfa Romeo   | 12C-36  | Alfa Romeo 4,1 l V12 |           | ALL 3e | SUI Np     | ITA Np     |        |        |        | 7e ex æquo  | 23              |
| 1937 | Scuderia Ferrari | Alfa Romeo   | 12C-36  | Alfa Romeo 4,1 l V12 | BEL Np    | ALL Np | MON Abd[B] |            | ITA Np |        |        | 33e ex æquo | 39              |
| Légende |                  |              |         |                      |           |        |            |            |        |        |        |             |                 |
| Légende (1931 / 1935-1939) - Vainqueur : 1 point - Deuxième : 2 points - Troisième : 3 points - Quatrième ou complété à plus de 75 % : 4 points - Complété entre 50 et 75 % : 5 points - Complété 25 et 50 % : 6 points - Complété à moins de 25 % : 7 points - N'a pas participé (np) : 8 points - Disqualifié (dsq) : 8 points - En gras : pole position - En italique : meilleur tour en course - * : voiture partagée Légende (1932) - Vainqueur : 1 point - Deuxième : 2 points - Troisième : 3 points - Quatrième : 4 points - Cinquième : 5 points - Autre partant : 6 points - Disqualifié (dsq) : 6 points - N'a pas participé (np) : 7 points - En gras : pole position - En italique : meilleur tour en course - * : voiture partagée |                  |              |         |                      |           |        |            |            |        |        |        |             |                 |
| Voiture partagée (*) |                  |              |         |                      |           |        |            |            |        |        |        |             |                 |
| - ^ Grand Prix d'Italie 1932 : reprend les voitures de Pietro Ghersi (septième) et Eugenio Siena (neuvième). - ^ Grand Prix d'Allemagne 1936 : avec Giuseppe Farina. |                  |              |         |                      |           |        |            |            |        |        |        |             |                 |
| Motifs des abandons |                  |              |         |                      |           |        |            |            |        |        |        |             |                 |
| - A. : Différentiel - B. : Radiateur |                  |              |         |                      |           |        |            |            |        |        |        |             |                 |